# Środki masowego przekazu
Środki masowego przekazu, mass media, media, publikatory – środki społecznego komunikowania o szerokim zasięgu, czyli prasa, radio, telewizja, Internet, a w szerszym znaczeniu także film, plakat, kino, książka. Środki masowego przekazu to element kultury masowej.

## Historia środków masowego przekazu
Początki prasy sięgają I wieku p.n.e. (Acta Diurna). Pierwsza drukowana gazeta ukazała się ok. roku 700 w Pekinie. Ponownie prasę zaczęto wydawać w XVI/XVII w. Pomysł ten szybko przyjął się w całej Europie. Pierwszą gazetą wydawaną w języku polskim były Nowinki z Konstantynopola, a pierwszą polską gazetą był Merkuryusz Polski Ordynaryjny, drukowany między styczniem a majem w 1661 w liczbie 41 wydań w Krakowie, a później od maja do lipca w Warszawie. Blisko 300 lat później ten sam tytuł wznowił w Warszawie redaktor Władysław Zambrzycki.
Pierwsze regularne programy radiowe nadane zostały w 1920 roku. Kroniki filmowe wyświetlano od 1927. Telewizja w Polsce powstała w 1937 roku, ale prawdziwą popularność zyskała po II wojnie światowej. W 1971 roku pojawiła się kolorowa telewizja.

## Środki masowego przekazu a kształtowanie się wzoru wpływu
Robert Merton przeprowadził badania wśród czytelników periodyku społeczno-politycznego w Rovere: respondenci mieli wskazać, do kogo zwracali się o pomoc w osobistych sprawach, a następnie wskazywali osoby, do których powszechnie zwracano się o poradę w tych sprawach. Merton sformułował przedmiot badań w następujący sposób: „Czy wśród czytelników pisma znajduje się nieproporcjonalna liczba osób wywierających wpływ i czy korzystają one z informacji w inny sposób niż zwykli czytelnicy?”. Badania miały na celu udzielenie odpowiedzi na pytanie, czy istnieją osoby, które wywierają wpływ na innych ludzi, i jakie to są osoby. Na ich podstawie podzielono ludzi na:
- wywierających wpływ w obecnej chwili,
- ludzi wpływowych,
- ludzi, których wpływy zanikają, albo których wpływ jest ukryty,
- ludzi przeciętnych,
- samotników,

Podczas tych badań próbowano określić, jak dużą rolę odgrywa ów periodyk w życiu mieszkańców Rovere. Okazało się wtedy, że grupa ludzi wywierających wpływ czyta owo pismo nie dla zdobywania informacji dla siebie, ale po to, by informować innych ludzi, którzy zwracają się do nich po pomoc lub opinię. Dla przeciętnych czytelników pełni on funkcję prywatną w przeciwieństwie do ludzi będących ośrodkami wpływu – dla nich pełni funkcję publiczną, gdyż informacje umożliwiają im występowanie w charakterze interpretatora zdarzeń, które wydarzyły się w kraju i za granicą.
Badacz podzielił osoby wywierające wpływ na przywódców lokalnych oraz kosmopolitycznych:
- przywódcy lokalni to ci, którzy swoje wpływy opierają na rozwiniętej sieci stosunków osobistych, a chcąc zdobyć pożądaną pozycję, muszą się czymś wykazać. Wpływ szybciej zdobywają dzięki kompetencjom i wykształceniu;
- przywódcy kosmopolityczni pochodzą z zewnątrz. Zdobywają zwolenników dzięki temu, iż rozumieją swoich współmieszkańców.

Okazuje się, że Merton źle sformułował problem badawczy, było to bowiem zbyteczne uszczegółowienie problemu – nie chodziło o wskazanie osób wywierających wpływ, trudno jest znaleźć korelację między czytaniem pisma a wywieraniem wpływu. Istnieje podobna zależność, jednak wywieranie wpływu nie jest logiczną konsekwencją czytania gazety. Czytanie gazety to metoda, dzięki której potencjalny kandydat zwiększa swój prestiż w oczach innych mieszkańców. Amerykańska socjologia empiryczna pozwala zatem zerwać z manipulacyjnymi wizjami komunikacji. Przedstawia odbiór jako wynik logiki społecznej, a nie logiki narzuconej przez przekaz.
„Media służą często za kozły ofiarne” ponieważ są ironicznie przedstawiane w mówieniu o wpływie mediów na rzeczywiste zachowania w krajach zachodnich. Nawiązując do kontekstu przemocy w historii, w pewnych epokach zauważa się większe lub mniejsze hamowanie przemocy. Nawet w historycznie najbardziej pokojowych państwach najczęściej korzysta się mediów (co obala teorię o ścisłej relacji między mediami a przemocą). Norbert Elias mówił, że władza państwowa jest jedynym elementem który dysponuje uprawnieniem do przemocy fizycznej, a co za tym idzie, także psychicznej interioryzacji przemocy, która nie wyklucza przemocy symbolicznej (np. przemocy w relacjach społecznych). Przykładami rozpowszechniającymi wzory przemocy są sportowe rytuały organizowane w średniowieczu (np. turnieje rycerskie) oraz igrzyska olimpijskie trwające od czasów starożytności. Mit o ochronie dziecka przed zakusami świata w kontekście historycznym odnosi się do metafory mediów jako kozła ofiarnego.
Od lat sześćdziesiątych medium najczęściej oskarżanym o negatywny wpływ była telewizja, oskarżano ją o promowanie przemocy społecznej i jednostkowej (podobnie jak gry wideo i internet a wcześniej kino). Sądzono, że ma negatywny wpływ na zachowania młodzieży. Badacze nie potrafili jednak znaleźć znaczącej korelacji między treściami przekazywanymi w mediach a postawami, większe znaczenie miały środowisko rodzinne i wartości społeczne. Ostatecznie wykazano, że telewizja, jak i pozostałe media, nie wpływają na rozwój młodego człowieka, w takim stopniu jak im przypisywano, same w sobie nie były w stanie sprowokować agresji u osoby która nie miała do tego uwarunkowań.

### Cztery kategorie wydarzeń konstruowanych przez media[11]
| Wydarzenie           | Przykład                  | Sposób komunikacji/ wyrazu                            |
| -------------------- | ------------------------- | ----------------------------------------------------- |
| rutynowe             | imprezy sportowe          | narzucony sposób komunikacji                          |
| skandale             | afera Watergate           | pojawienie się faktu, który uderza w zainteresowanego |
| wypadki              | wybuch w fabryce          | zatajone fakty                                        |
| szczęśliwy przypadek | publiczny lapsus polityka | przypadek sposobem na zaistnienie                     |

Michael Schudson zauważa, że media na ogół rozwijają cztery „linie”:
1. wolą mówić o negatywnych lub dramatycznych wydarzeniach
2. w zdystansowany sposób
3. techniczny
4. opierając się głównie na oficjalnych źródłach[12].

## Metody badawcze
Dane służące do badania społeczeństwa pochodziły kiedyś wyłącznie ze statystyk przyrostu naturalnego ludności, przestępczości, migracji czy produkcji. Jednak pojawiły się metody pobierania prób, metody badania małej części społeczeństwa. Umożliwiło to zbieranie danych na szeroką skale w różnych celach. Do nauki wprowadzono zmienne psychologiczne – zamiary ludzi można było łatwo rozszyfrować.
Merton wprowadził tzw. statystyczne testy istotności, a przykład zastosowania opublikował w jednym z pism socjologicznych w 1945 r. Tuner twierdził jednak, że łatwość, z jaką można wyznaczyć „poziom istotności” rezultatów powoduje jeszcze prostsze wysnuwanie wniosków z badań na małej grupie osób.
Dla analizy archiwalnej ważne są wywiady, które mogą być:
- przeprowadzane zbiorowo lub indywidualnie,
- o charakterze skategoryzowanym albo nieskategoryzowanym,
- eksploracyjne lub zogniskowane, które uzupełniają eksperyment kontrolowany. Polega on na przeprowadzeniu badań na dwóch grupach – jedna z nich została np. poddana działaniu propagandy, a druga nie. Wywiad przeprowadza się przed i po zakończeniu doświadczenia. Efekty eksperymentu ukazują skutki oddziaływania na postawy, a nie na wewnętrzną dynamikę która do nich doprowadziła.

Inne metody badawcze to „sondaże postaw”, gdzie uwzględnia się:
- postrzeganie świata społecznego – w jakie informacje wierzymy, a w jakie nie; z kim się kontaktujemy,
- oceny – idee które uznajemy, przywódcy, którym ufamy,
- oczekiwania – nasze plany i myśli oraz przypuszczenia.

Kolejna metoda badawcza to „technika panelowa” wykorzystywana w badaniach wyborczych. Porównuje się tu wywiady przeprowadzane podczas kampanii z tymi samymi ludźmi, by ustalić, kto zmienia zdanie, decyzje i dlaczego.
Fokus, czyli zogniskowany wywiad grupowy przeprowadzili w 1941 roku R. Merton i Lazarsfeld. Zastosowali go do oceny programów radiowych.
„Puszczano” audycję radiową zgromadzonym w studiu słuchaczom, którzy mieli do dyspozycji dwa przyciski: zielony i czerwony. Czerwony przycisk miał być naciskany, gdy audycja radiowa wywoływała w nich negatywne reakcje, zielony – gdy pozytywne. W dalszej części badania odtwarzano grupie fragmenty wywołujące dużą koncentrację reakcji.
Badania komunikacji masowej odrzucają teorie wpływu mechanicznego i bezpośredniego. Mimo to nadal bronią teorii wpływu, chodzi konkretnie o wzmacnianie opinii i przekonań wśród odbiorców. Według Todda Gitlina silny wpływ mediów na ludzi nie bierze się ze sztucznego pobudzania konkretnych zachowań, lecz z utrzymywania społecznego statusu quo.
W czasie II wojny światowej Merton wykorzystywał fokus do analizy wpływu filmów propagandowych na morale żołnierzy oraz do analizy różnych metod szkolenia żołnierzy.

## Funkcje środków masowego przekazu
Jako pierwszy funkcje środków masowego przekazu wyróżnił Harold Lasswell. Według niego (1948) 3 główne funkcje komunikowania w społeczeństwie to:
- koordynacja elementów systemu społecznego,
- transmisja kultury, czyli transmisja dziedzictwa społecznego następnym pokoleniom.

Obecnie jednak mówi się raczej o funkcji: informatywnej, interpretującej oraz kulturowej. W 1960 r. Charles Wright dodał jako czwarty element rozrywkę. Rozrywka jest częścią transmisji kultury, ale posiada też wymiar psychologiczny – dostarcza ludziom relaksu i redukuje napięcia, co ułatwia im radzenie sobie z problemami życiowymi, a społeczeństwu unikanie rozpadu. Dodając piątą funkcję – mobilizację, a w jej obrębie wykorzystanie mediów do politycznej i handlowej promocji, możemy za Denisem McQuailem wskazać następujący zestaw zadań i funkcji mediów w społeczeństwie:
- Informacja
  - dostarczanie informacji o wydarzeniach i sytuacji w społeczeństwie, kraju i na świecie,
  - wskazywanie rozkładu sił we władzy politycznej,
  - ułatwianie innowacji, adaptacji i rozwoju.
- Korelacja
  - wyjaśnianie, interpretowanie oraz komentowanie znaczenia i sensu wydarzeń i informacji,
  - popieranie ustalonych norm i autorytetów,
  - socjalizacja.
  - koordynowanie jednostkowych i zbiorowych działań społecznych,
  - tworzenie consensusu społecznego i politycznego,
  - ustalanie autorytetów i nadawanie statusu społecznego.
- Kontynuacja
  - wyrażanie dominującej kultury oraz subkultur i nowych wydarzeń kulturalnych,
  - wytwarzanie i utrzymywanie wspólnoty wartości.
- Rozrywka
  - organizowanie zabawy, odprężenia i relaksu,
  - redukowanie napięcia społecznego.
- Mobilizacja
  - kampanie publiczne w sferze polityki, wojny, rozwoju ekonomicznego i religii.

Nie można jednak wyznaczyć rang powyższych elementów czy częstotliwości ich występowania. Odpowiedniość między funkcją a zawartością często się łączą a treść przekazu może służyć różnym funkcjom.
Teoria funkcjonalistyczna jest najbardziej użyteczna do wyjaśniania integracji społecznej. Analizy zawartości wskazują, że media masowe są zwykle konformistyczne i podtrzymują tradycyjne wartości – raczej opowiadają się za poglądami większości, niż mniejszości. Gans twierdzi, że media najczęściej wyrażają to, co same uznają za wartości dominujące. Według Murphego media wyrażają wartości prestiżowych warstw społecznych, elit wspólnot lokalnych.
Przykładem selektywnej funkcji integracyjnej jest teza Ferguson z 1983 r., która widzi analogię między durkheimowskim pojęciem kultu religijnego a stosunkiem między kobiecymi pismami i ich czytelniczkami. Pisma te tworzą swoiste wspólnoty duchowe, kult kobiecości, w którym dziennikarze są kapłanami, a czytelniczki wyznawcami.
Funkcjonaliści wskazują, że nawet wiadomości są normatywne, a tym samym umacniają określoną wizję rzeczywistości. Media mimo eksponowania zbrodni, gwałtu nie są istotną przyczyną społecznej i indywidualnej dezorganizacji.
W 1948 Merton i Lazarsfeld wprowadzili pojęcie „dysfunkcja narkotyzująca” – polega na tym, iż media tworzą stan społecznej apatii, przy jednoczesnym umacnianiu wśród odbiorców przekonania, że poinformowanie jest wystarczające do aktywnego uczestnictwa w życiu społecznym. Prowadzi to do pasywnej obserwacji.
Doświadczenie pokazuje, iż wybory konsumenckie coraz częściej są uwarunkowane opiniami powielanymi przez media. Informacja podawana w newsach staje się podstawą dla decyzji konsumenta.

## Paradygmat o silnym wpływie mediów
Według Erica Maigreta paradygmat o silnym wpływie mediów nie jest wystarczająco silny ze względu na swoje ograniczenia, dotyczące tłumaczenia rzeczywistości i informowaniu o zachodzących w niej interakcjach społecznych. Może zostać on wykorzystany do „analizy uwikłań sensorycznych”, tzn. do badania i zrozumienia reakcji odbiorców różnych mediów na działające na nich bodźce. Eric Maigret zauważa, że przy użyciu tego paradygmatu nie jest możliwe wytłumaczenie uwarunkowań i przyczyn występowania zbrodni czy różnic między społeczeństwami w ich stosunku do przemocy.

## Teza o wszechmocy mediów
Eric Maigret uznaje tezę o wszechmocy mediów za błędną. Twierdzi tak, ponieważ wpływ mediów nie jest bezpośredni i nieograniczony, a jednostki, korzystając ze swoich zdolności poznawczych, potrafią filtrować informacje, komunikaty itp. płynące z mediów. Uznaje, że wpływy mediów rozciągają się poziomo wewnątrz przestrzeni, sieci interakcji, a nie pionowo kanałem nadawca – odbiorca.
Internet w wąskim znaczeniu tego słowa jest medium technicznym komunikacji. Zanim został rozpowszechnionym medium, Internet opanował współczesny świat wyobrażeń. Jego duże możliwości zależą głównie od jego multimedialnego charakteru, który łączy dźwięk, obraz i tekst. Internet może być uznany za twór wchłaniający inne media. Sieć internetowa umożliwia dostęp do przeróżnych źródeł. Uważany jest przez niektórych za prawdziwe supermedium. Poprzez swoją uniwersalność oraz niski koszt użytkowania stanie się medium przyszłości. Internet umożliwia wyszukiwanie tego co się lubi i pozwala na upublicznienie swoich wytworów. Internet jest medium wyzwolonym.

## Media a opinie
Media nie tylko przyczyniają się do tworzenia opinii, ale potrafią również zatrzymać jej rozpowszechnianie się. Opinie dają się łatwo zmierzyć, dzięki czemu stają się istotnym narzędziem dla mediów, które mają środki, by skłaniać jednostki do ekspresji opinii bądź wręcz przeciwnie, wcale nie wyrażania własnego zdania na dany temat. Dzieje się tak w ramach teorii przedsocjologicznej.